# Contea di Siyang
La contea di Siyang (泗阳县S, Sìyáng XiànP) è una contea della Cina, situata nella provincia di Jiangsu e amministrata dalla prefettura di Suqian.